# فيرونيكا داهل
فيرونيكا داهل (بالإسبانية: Verónica Dahl)‏ هي مهندسة وعَالِمَة حاسوب أرجنتينية، ولدت في 1951 في بوينس آيرس في الأرجنتين.

## وصلات خارجية
- الموقع الرسمي